# St. Petersburg Open 2019
Il St. Petersburg Open 2019 è stato un torneo di tennis giocato su campi in cemento al coperto. È stata la ventiquattresima edizione del torneo facente parte del circuito ATP World Tour 250 series nell'ambito dell'ATP Tour 2019. Si è giocato al Sibur Arena di San Pietroburgo, in Russia, dal 16 al 22 settembre 2019.

## Partecipanti al singolare

### Teste di serie
| Nazionalità | Giocatore         | Ranking* | Testa di serie |
| ----------- | ----------------- | -------- | -------------- |
| Russia      | Daniil Medvedev   | 4        | 1              |
| Russia      | Karen Chačanov    | 9        | 2              |
| Italia      | Matteo Berrettini | 13       | 3              |
| Croazia     | Borna Ćorić       | 15       | 4              |
| Russia      | Andrej Rublëv     | 37       | 5              |
| Kazakistan  | Michail Kukuškin  | 56       | 6              |
| Francia     | Adrian Mannarino  | 59       | 7              |
| Norvegia    | Casper Ruud       | 60       | 8              |

* Ranking aggiornato al 9 settembre 2019.

### Altri partecipanti
I seguenti giocatori hanno ricevuto una wild card per il tabellone principale:
- Evgenij Donskoj
- Dudi Sela
- Jannik Sinner

I seguenti giocatori sono entrati in tabellone utilizzando il ranking protetto:
- Jozef Kovalík
- Janko Tipsarević

I seguenti giocatori sono passati dalle qualificazioni:

- Jahor Herasimaŭ
- Il'ja Ivaška
- Lukáš Rosol
- Aleksej Vatutin

I seguenti giocatori sono entrati in tabellone come lucky loser:
- Damir Džumhur
- Matteo Viola

### Ritiri
Prima del torneo
- Tomáš Berdych → sostituito da  Damir Džumhur
- Laslo Đere → sostituito da  Matteo Viola
- Miomir Kecmanović → sostituito da  Jozef Kovalík
- Corentin Moutet → sostituito da  Janko Tipsarević
- Stan Wawrinka → sostituito da  Salvatore Caruso

## Partecipanti al doppio

### Teste di serie
| Nazionalità | Giocatore         | Nazionalità | Giocatore        | Ranking1 | Testa di serie |
| ----------- | ----------------- | ----------- | ---------------- | -------- | -------------- |
| Croazia     | Nikola Mektić     | Croazia     | Franko Škugor    | 50       | 1              |
| Belgio      | Sander Gillé      | Belgio      | Joran Vliegen    | 94       | 2              |
| Rep. Ceca   | Roman Jebavý      | Austria     | Philipp Oswald   | 106      | 3              |
| Brasile     | Marcelo Demoliner | Paesi Bassi | Matwé Middelkoop | 114      | 4              |

* Ranking aggiornato al 9 settembre 2019.

### Altri partecipanti
Le seguenti coppie hanno ricevuto una wild card per il tabellone principale:
- Evgenij Donskoj /  Konstantin Kravčuk
- Evgenij Karlovskij /  Andrej Rublëv

Le seguenti coppie sono entrate in tabellone utilizzando il ranking protetto:
- Ričardas Berankis /  Janko Tipsarević
- Jozef Kovalík /  Hans Podlipnik-Castillo

## Campioni

### Singolare
Daniil Medvedev ha sconfitto in finale  Borna Ćorić con il punteggio di 6-3, 6-1.
- È il sesto titolo in carriera per Medvedev, terzo della stagione.

### Doppio
Divij Sharan /  Igor Zelenay hanno sconfitto in finale  Matteo Berrettini /  Simone Bolelli con il punteggio di 6-3, 3-6, [10-8].